# Antes llega la muerte
Antes llega la muerte és una pel·lícula hispano-italiana de l'any 1964, dirigida pel cineasta espanyol Joaquín Romero Marchent, estant emmarcada dins del subgènere del spaghetti western. La música és a càrrec del famós compositor italià Riz Ortolani, autor de les bandes sonores de nombrosos westerns. Fou mostrada amb el títol I sette del Texascom a part d'una retrospectiva del spaghetti western al 64a Mostra Internacional de Cinema de Venècia.

## Argument
Quan Bob Carey (Paul Piaget) surt de la presó, després d'una llarga condemna per assassinat, inicia la cerca de la seva antiga promesa, María (Gloria Milland). Però aviat esbrina que, durant la seva absència, aquesta s'ha casat amb Clifford (Jesús Puente), un ric hisendat.
La felicitat d'aquest matrimoni és només aparent. María, en realitat, està greument malalta. Pateix un tumor cerebral les molèsties del qual ella atribueix a un imaginari embaràs. Per a operar a María, és necessari portar-la fins a la ciutat de Laredo, així que Clifford ven totes les seves possessions i emprèn el llarg viatge cap a l'esperança. Aviat s'uniran a l'expedició un antic explorador de l'exèrcit anomenat Rogers, un simpàtic cuiner xinès, Lin Chu (Gregorio Wu), i un mestís que respon a l'apel·latiu d' "Apuestas".

## Repartiment
- Paul Piaget: Bob Carey
- Gloria Milland: María
- Jesús Puente: Clifford
- Fernando Sancho: Scometti
- Claudio Undari: Ringo
- Francisco Sanz: Dr. Farrell
- Gregorio Wu: Lin Chu
- Raf Baldasarre: Jess

## Pressupost
El pressupost d'aquesta pel·lícula va ascendir a 15.000.000 milions de pessetas, uns 90.000 € actuals, la qual cosa va suposar un desenbolso enorme per a l'època.

## Premis
Als Premis del Sindicat Nacional de l'Espectacle de 1964 va rebre un premi de 100.000 pessetes al millor equip artístic.